# Уола Уола (окръг)
Окръг Уола Уола (на английски: Walla Walla County) е окръг в щата Вашингтон, Съединени американски щати. Площта му е 3364 km², а населението – 60 567 души (2017). Административен център е град Уола Уола.

## Градове
- Колидж Плейс
- Уейтсбърг